# Follow Me Home (canción)
«Follow me home» es una canción del grupo británico Sugababes, lanzada el 5 de junio de 2006 como el cuarto sencillo de su cuarto álbum de estudio, Taller In More Ways (2005). Fue escrita por Keisha Buchanan, Mutya Buena y Heidi Range, Karen Poole y Jeremy Shaw y producido por Jony Rockstar..
El sencillo llegó al top 40 en Irlanda, donde alcanzó el número 25 y en Reino Unido debutó y alcanzó el número 32 en la UK Singles Chart. También entró en las listas de Rumania (64), Eslovaquia (93) y en la European Hot 100 (91). 

## Video Musical
El video musical de "Follow Me Home" fue dirigido por Tony Tremlett. La filmación se llevó a cabo en Praga, República Checa. La mayoría de las escenas se filmaron en una casa grande y presenta a los Sugababes en un ambiente invernal. El video fue lanzado en la iTunes Store el 23 de mayo de 2006 y aparece en el CD de la canción.
La canción fue incluida en el repertorio de la gira Taller in More Ways del grupo. En junio de 2006, después de su lanzamiento como sencillo, el grupo interpretó "Follow Me Home" en Top of the Pops.

## Lista de canciones
| - CD1 single 1. "Follow Me Home" (Radio Edit) – 3.23 2. "Red Dress" (Kardinal Beats Remix) – 3.48 3. "Follow Me Home" (Soul Seekerz Vocal Mix) – 6.53 4. "Follow Me Home" (Video) – 3.23 | - CD2 single / digital download 1. "Follow Me Home" (Amelle Mix) – 3:59 2. "Living for the Weekend" (Live (Radio 1 Session) – 3:12 |

## Posicionamiento en listas
| Lista (2006)                   | Máxima posición |
| ------------------------------ | --------------- |
| Eslovaquia (Rádio Top 100)     | 93              |
| (European Hot 100)             | 91              |
| Irlanda (IRMA)                 | 25              |
| Reino Unido (UK Singles Chart) | 32              |
| Rumania (Romanian Top 100)     | 64              |